# Бранкица Михайлович
Бранкица Михайлович (на сръбски: Бранкица Михајловић) е сръбска волейболистка, която играе за женския национален отбор по волейбол на Сърбия, където спечели сребърен медал на Летните олимпийски игри 2016 г. Състезава се на Летните олимпийски игри през 2012 г., както и на Европейското първенство по волейбол през 2017 г. През 2019 г. се завръща в турския клуб Фенербахче след 3–годишна почивка. Висока е 1,90 метра.

## Биография
Бранкица Михайлович е родена на 13 април 1991 г. в град Бръчко, Социалистическа република Босна и Херцеговина, Югославия (днес Република Сръбска, Босна и Херцеговина).

## Състезателна кариера
Бранкица Михайлович е играла за волейболните клубове:
- Бимал–Единство, Бръчко (2006/07 – 2008/09)
- Волеро, Цюрих (2009/10 – 2010/11)
- Hyundai Hillstate, Сувон (2011/12 – 2011/12)
- Расинг, Кан (2012/13 – 2012/13)
- Sesc-RJ, Рио де Жанейро (2013/14 – 2013/14)
- Hisamitsu Springs, Кобе (2014/15 – 2014/15)
- Фенербахче, Истанбул (2015/16 – 2015/16)
- Тиендзин, Тиендзин (2016/17 – 2016/17)
- JT Marvelous, Нишиномия (2017/18 – 2018/19)
- Фенербахче, Истанбул (2019/20 – настояще)

## Галерия
- Бранкица Михайлович през 2013 г.
- Женския национален отбор на Сърбия при участието си на първенството в Хонконг през 2017 г. – Бранкица Михайлович, заедно с Ана Антониевич и Тияна Малешевич